# Riesenunke
Die Riesenunke (Bombina maxima), auch Chinesische Riesenunke genannt, gehört innerhalb der Ordnung der Froschlurche zur „urtümlichen“ Familie Bombinatoridae und zur Gattung der Unken.

## Merkmale
Die Riesenunke ist die größte Art der Unken. Ihre maximale Größe mit 7,5 Zentimetern angegeben. Männchen werden größer als Weibchen. Oberseits ähnelt die Riesenunke im Erscheinungsbild etwas der europäischen Gelbbauchunke, da sie ebenfalls grau-bräunlich gefärbt und stark bewarzt ist. Allerdings sind die Warzen größer und so erinnern die Tiere manchmal eher an eine Kröte mit Parotiden.
Boulenger erhielt zur Erstbeschreibung drei Weibchen, die er wie folgt beschrieb: Zähne auf dem Pflugscharbein (Vomer) in zwei kleinen Gruppen oder kurzen Querreihen. Zunge groß, rund, an den Seiten und hinten etwas frei. Kopf breiter als lang mit rundlicher Schnauze. Eine Schnauzenkante (canthus rostralis) ist nicht vorhanden. Zehen der Vorder- und Hinterfüße kurz, ohne Subarticulartuberkel. Die Schwimmhäute der Hinterfüße beschrieb Boulenger als bis zur Hälfte der Zehen reichend. Das trifft jedoch nur auf die von Boulenger beschriebenen Weibchen zu, beim Männchen sind die Zehen auf die gesamte Länge durch Schwimmhäute verbunden (englischer Name large-webbed bell toad). Oberseits mit kleinen Warzen bedeckt die mit großen Porenbesetzten Drüsen durchmischt sind, ähnlich den Parotiden (Ohrdrüsen) der Kröten. Die größten, echten Parotiden sitzen hinten den Augen. Unterseite fast glatt mit mehr oder weniger deutlicher Kehlfalte. Auf dem ganzen Körper keine Hornstacheln. Oberseite schwärzlich olivfarben, Unterseite leuchtend orange und schwarz marmoriert, in gleichen Anteilen oder schwarz überwiegend.

## Verbreitung und Lebensraum

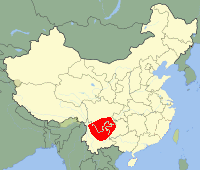
Verbreitungsgebiet

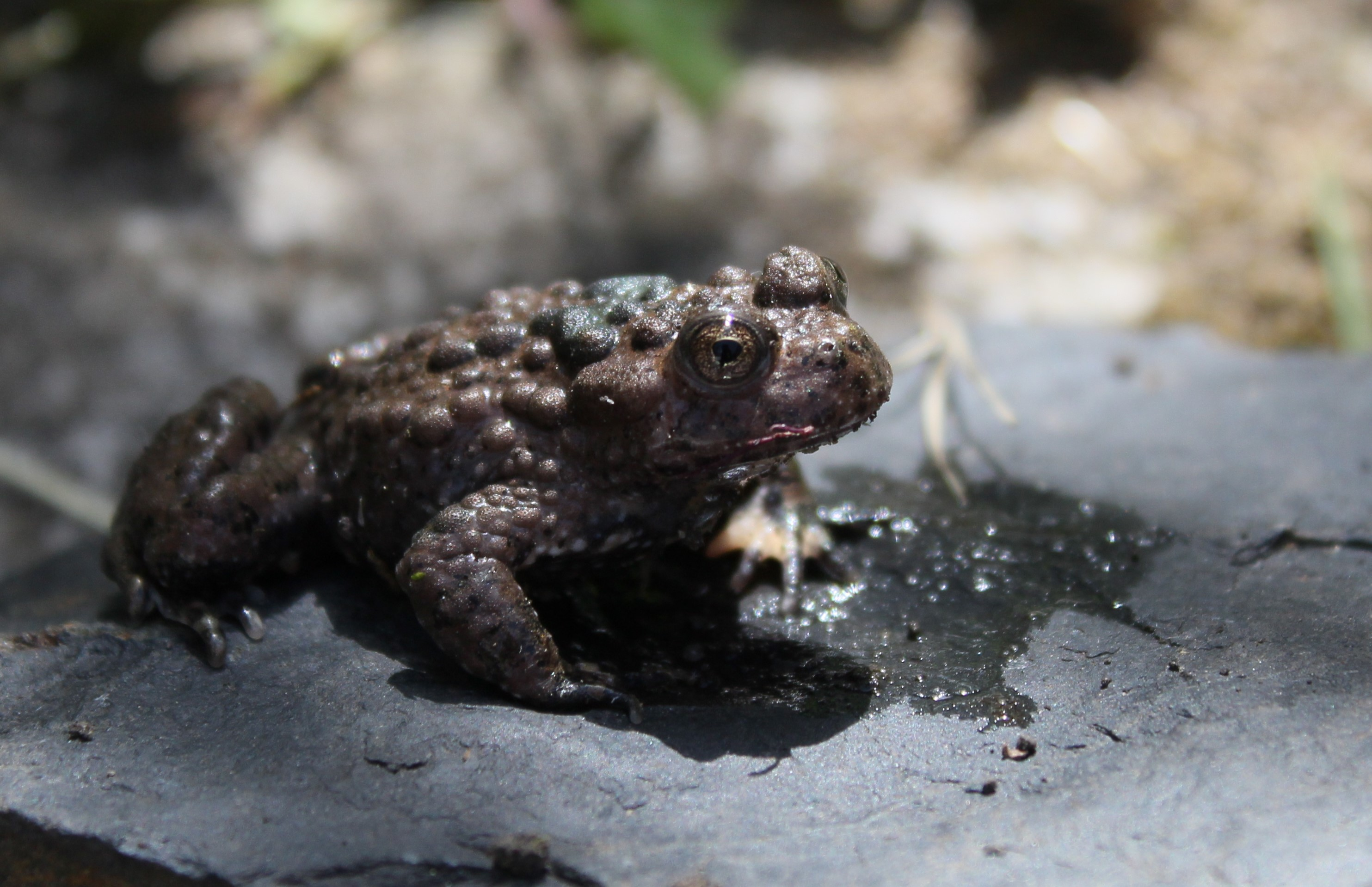
Männchen von Bombina maxima mit grünem Fleck auf dem Rücken

Die Riesenunke kommt endemisch in den südchinesischen Provinzen Sichuan, Yunnan und Guizhou in Höhen von 2000 bis 3300 Meter vor und gilt dort als eine noch relativ häufige Amphibienart. Habitate sind Sümpfe, Feuchtgebiete, Ackerland, Teiche, Kanäle und Gräben im Bergland, die die Riesenunke, wie alle Bombina-Arten, semi-aquatil bewohnt.

## Lebensweise
Nach der Überwinterung pflanzen sich Riesenunken in aquatischer Umgebung vom frühen Mai bis zum frühen Juni fort. Die Geschlechtsreife erreichen Männchen und Weibchen mit 2 Jahren, Männchen werden bis zu 6, Weibchen bis zu 5 Jahre alt.

## Systematik und Taxonomie
Bis zur Erstbeschreibung 1905 waren drei Arten der Gattung Bombinator bekannt. Zu Boulengers großer Überraschung und Freude wie er selbst schrieb, enthielt eine kleine Sendung an Froschlurchen, gesammelt von John Graham nahe Yunnan, die das Britische Museum gerade erhalten hatte, drei Exemplare einer bisher unbekannten Art der Gattung. Für die neue Art, auffallend groß und das bekannte Verbreitungsgebiet der Gattung stark erweiternd, wurde von Boulenger der Name Bombinator maximus vorgeschlagen. Die Erstbeschreibung wurde 1905 in The Annals and magazine of natural history, including zoology, botany, and geology unter dem Titel Description of a new Batrachian of the Genus Bombinator from Yuan veröffentlicht. Schon 1816 hatte jedoch Lorenz Oken in seinem Lehrbuch der Naturgeschichte die Bezeichnung Bombina für eine Art aus der Gattung verwendet. Diese ersetzte ab 1907 den Namen Bombinator und die Riesenunke wird seither als Bombina maxima bezeichnet, der Name Bombinator wurde jedoch noch bis in die 1950er-Jahre weiterverwendet.
Von einigen Autoren wurden wegen der geringen genetischen Distanz andere Arten als Unterarten der Riesenunke (Bombina maxima) angesehen. Nach dieser Betrachtungsweise umfasst sie drei Unterarten:
- Bombina maxima maxima – Riesenunke
- Bombina maxima fortinuptialis  – Guangxi-Rotbauchunke
- Bombina maxima microdeladigitora – Hubei-Rotbauchunke oder Vietnamesische Riesenunke

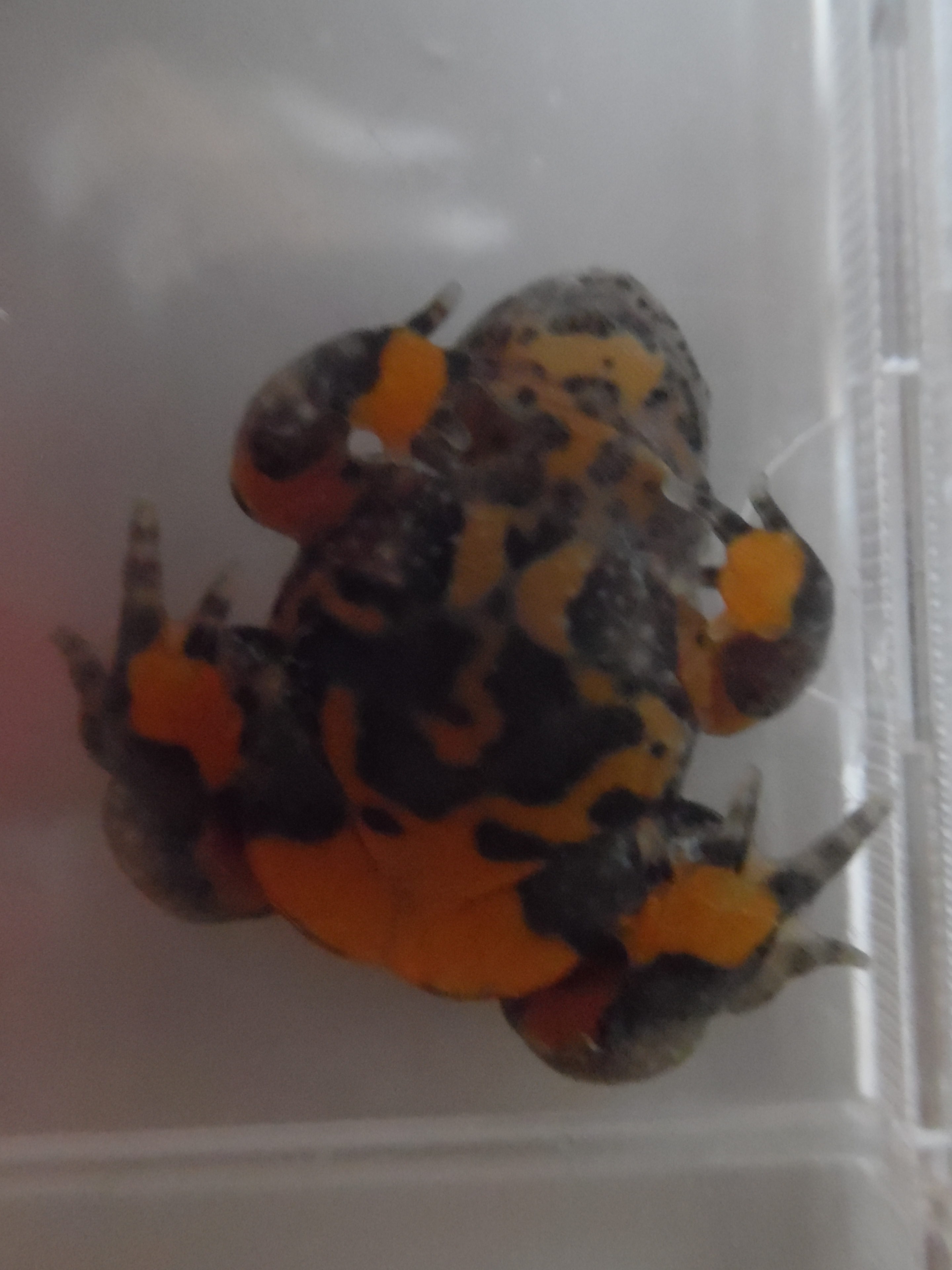
Bauchseite eines Jungtiers